# International Braille Chess Association
La International Braille Chess Association o IBCA è l'associazione degli scacchisti ciechi o ipovedenti, un'organizzazione affiliata alla FIDE e parte dell'International Blind Sports Federation (IBSF).
La IBCA si formò informalmente nel 1951 a seguito dell'organizzazione da parte di Reginald Walter Bonham del primo torneo scacchistico internazionale per corrispondenza riservato a giocatori ciechi. Al torneo parteciparono 20 giocatori in rappresentanza di 10 nazioni. Il primo torneo alla scacchiera venne organizzato nel 1958 con rappresentanti di sette nazioni. 
L'organizzazione è cresciuta fino a raccogliere più di 50 nazioni di tutto il mondo.
La IBCA organizza due competizioni principali: le Olimpiadi degli scacchi per non vedenti, la cui prima edizione si è tenuta nel 1961, proseguendo poi dal 1964 al 2014 con cadenza quadriennale e il Campionato del mondo di scacchi per non vedenti. Dal 1994 la IBCA partecipa con una sua squadra anche alle Olimpiadi degli scacchi open.

## Modifiche alle regole
Sebbene la maggior parte delle regole degli scacchi siano mantenute, la IBCA ha introdotto alcune modifiche per aiutare i giocatori ciechi o ipovedenti.
- Entrambi i giocatori possono chiedere l'utilizzo di due scacchiere, il giocatore vedente userà una scacchiera normale, mentre il giocatore ipovedente userà una scacchiera speciale costruita con i seguenti accorgimenti:

1. Tutte le case scure della scacchiera saranno rialzate di 3 o 4 millimetri rispetto alle case chiare in modo che siano distinguibili al tatto.
2. Ogni casa della scacchiera sarà dotata di un foro nel centro in modo da poter fissarvi il pezzo.
3. Ogni pezzo sarà dotato di un perno alla base in modo da poterlo fissare nella casa.
4. Ogni pezzo nero sarà dotato di un rilievo alla sommità in modo da renderlo distinguibile dai pezzi bianchi.

- Dopo ogni mossa ciascun giocatore è tenuto ad annunciarla ad alta voce all'avversario. Invece di scrivere le mosse, il giocatore ipovedente le potrà scrivere in Braille o usare un registratore[3].